# Hopfenanbau in der Steiermark
Der Hopfenanbau  um Leutschach an der Weinstraße, Steiermark begann nach dem Zweiten Weltkrieg und ist heute neben dem Weinbau der wichtigste landwirtschaftliche Erwerbszweig in der Gemeinde.

## Geschichte
Bereits 1824 hatte die Steiermärkische Landwirtschaftsgesellschaft versucht, den Hopfenanbau in der Steiermark anzusiedeln. Der Grund lag im großen Import von Hopfen aus Böhmen („Saazer Hopfen“) und Schlesien für die steigende Bierproduktion in der Steiermark. Man fand dafür in der Oststeiermark in der Gegend um Fürstenfeld und Ilz Äcker, die sich auch klimatisch für diese Pflanze eigneten. In diesem Gebiet wurde der Hopfenbau intensiv bis 1937 betrieben.
Ab 1948 wurden in Österreich Hopfenanbauversuche durch Förderung der Brauereien durchgeführt. Die haben fast durchwegs recht günstige Resultate gezeitigt. Besondere Förderung erfuhr der Hopfenanbau im oberösterreichischen Mühlviertel (u. a. Rohrbach mit den Sorten: Tettnanger, Englischer, Jugoslawischer). Dann begann man auch in Leutschach Hopfen anzubauen. Gefördert wurde der Hopfenanbau vor allem durch den Unternehmer Peter Reininghaus, dessen Brauerei großen Bedarf an Hopfen hatte, der durch den weltweit großen Hopfenmangel nicht gedeckt werden konnte. Daher suchte Peter Reininghaus geeignete Hopfenanbaugebiete in Österreich. 1951 begannen vier Bauern mit dem Hopfenanbau. Zehn Jahre später waren es bereits 96 Betriebe bei einer Produktionsfläche von gleichbleibend 80 ha.

## Hopfenanbau heute
Die Erzeugergemeinschaft des Leutschacher Hopfens schrumpfte auf derzeit rund 15 Betriebe, wobei die Anbaufläche nicht nur gehalten wurde, sondern sogar leicht anstieg. Die Mechanisierung ist auch im Hopfenanbau, besonders aber in der Hopfenernte und -verarbeitung rasant vorangeschritten. Waren in den 1960er Jahren zur Erntezeit noch hunderte Erntehelfer aus der ganzen Steiermark in Leutschach, um die Dolden mühsam von Hand zu pflücken (der Zeitraum, innerhalb dessen die Ernte abgeschlossen sein muss, ist relativ kurz, da die Dolden sonst verderben!), so sind es heute leistungsfähige Pflückmaschinen, die diese Arbeit mit einem Minimum an Personal und in einem Bruchteil der Zeit erledigen.
Der gepflückte Hopfen wurde bis in die 1990er Jahre in der von einigen steirischen Brauereien betriebenen markanten „Hopfenhalle“ (mittlerweile Mietwohnungen) verarbeitet, wo der Hopfen nachgetrocknet, geschwefelt und in große Ballen gepresst wurde. Heute liegt der gesamte Aufbereitungsprozess der Ernte in der Eigenverantwortung jedes einzelnen Hopfenbauern.

## Brauerei in Leutschach
Um die Bierbrauertradition auch in Leutschach aufleben zu lassen, wurde vor einigen Jahren eine kleine Brauerei eingerichtet, die Spezialbiere mit dem Leutschacher Hopfen herstellt. In Spezialführungen kann man Wissenswertes über die Bierbraukunst erfahren und die Spezialbiere, die in dieser Brauerei gebraut werden, verkosten.

## Hopfenmuseum
Im Jahr 2013 wurde in der Nähe der Brauerei Leutschach ein Hopfenanbaumuseum eingerichtet, das den Werdegang des Hopfens mit Bildtafeln, vielen Gerätschaften und vielen historischen Aufnahmen aus dem Leutschacher Anbaugebiet dokumentiert.